# Museo di storia naturale di Jesolo
Il Museo Civico di Storia Naturale di Jesolo ha sede a Jesolo Lido, in via Policek, presso l'avveniristico J-Museo, una moderna struttura architettonica che dal 2022 ospita collezioni e mostre sia temporanee che permanenti. Per molti anni il Museo di Storia Naturale è stato ubicato in piazza Carducci, 49 (sulla centrale Via Bafile). 
Il museo custodisce la più importante collezione italiana di modelli a grandezza naturale di animali estinti, alcune centinaia di ricostruzioni dal Tirannosaurus Rex, sino a giungere alle ultime ere glaciali con decine di fedeli ricostruzioni di specie estinte come il mammuth, l'orso delle caverne, il rinoceronte lanoso, lo smilodon, il cervo dalle corna a cespuglio, l'uro ecc. Impressionante la sezione museale delle ricostruzioni degli ominidi, da Lucy ai Neanderthal, decine di modelli di elevatissima importanza scientifico-artistica. La sezione degli uccelli vede rarità come il Moa, il Dodo, l'Alca Impenne, l'Archeopterix, il Gastornis.
Il museo - che nella vecchia sede si estendeva su una superficie di oltre 900 m² coperti e 5000 m² di parco - espone circa 15 000 reperti che ben rappresentano tutta la fauna dell'area europea e paleartica (uccelli, mammiferi, pesci, molluschi, crostacei, rettili).
In esso è presente anche una ricca biblioteca ed emeroteca scientifica, una delle più importanti d'Italia, composta da oltre 25 000 volumi e riviste.
Il museo è sorto grazie a lasciti di vari naturalisti e collezionisti, tra i quali il cav. Alberto Nan, il rag. Raffaele Caggiano, l'ex comandante dei Vigili urbani di Jesolo Pietro Sassaro, e altri.